# Zahirne (obwód lwowski)
Zahirne (ukr. Загірне) – wieś na Ukrainie, w obwodzie lwowskim, w rejonie stryjskim, w hromadzie Stryj. W 2001 roku liczyła 1345 mieszkańców.
Do 1949 roku miejscowość nosiła nazwę Gelsendorf (ukr. Гельзендорф, Helzendorf).
W II Rzeczypospolitej do 1934 samodzielna gmina jednostkowa. Następnie należała do zbiorowej wiejskiej gminy Daszawa w powiecie stryjskim w woj. stanisławowskiem. Po wojnie wieś weszła w struktury administracyjne Związku Radzieckiego.